# 茅ヶ崎城址公園
茅ヶ崎城址公園（ちがさきじょうしこうえん）は、神奈川県横浜市都筑区茅ケ崎東二丁目にある、15世紀から16世紀にかけて使われた中世の茅ヶ崎城を保存利用した公園である。

## 概要
以前はただの雑木林だったが、1990年（平成2年）から1998年（平成10年）にかけて横浜市ふるさと歴史財団が城跡を発掘調査し、2005年（平成17年）から整備を進め、2008年（平成20年）に完成した。園内には曲輪（郭）や土塁、空堀などの城郭遺構が保存公開されている。

## 交通
横浜市営地下鉄
■ブルーライン、■グリーンライン　センター南駅　徒歩8分

## 園内施設
- 城郭（中郭・北郭・東郭・西郭）、空堀、土塁、土橋、井戸など[2]
- 解説板、トイレ

## 参考資料
- 横浜市ふるさと歴史財団 1991～2000『茅ヶ崎城Ⅰ～Ⅲ』